# IR-Klasse WAP-7
Die Indian Railways WAP-7 ist eine Elektrolokomotive aus dem indischen Chittaranjan Locomotive Works (CLW). Es ist eine Variante der Güterzuglokomotive WAG-9, die mit einer Getriebeübersetzung für den Personenverkehr ausgerüstet ist und eine Höchstgeschwindigkeit von 140 km/h erreicht. Sie wird vor allem vor schweren Schnellzügen wie den Superfast-Zügen eingesetzt.

## Geschichte
Mitte der 1990er Jahre lieferte ABB 11 Reisezuglokomotiven WAP-5 und 22 Güterzuglokomotiven WAG-9 an Indian Railways. Im Rahmen des mit dem Liefervertrag verbundenen zehnjährigen Technologietransfer-Vertrag, der zusammen mit dem übrigen Bahngeschäft von ABB an Adtranz überging, entwickelte die Elektrolokomotivfabrik von Indian Railways, die Chittaranjan Locomotive Works, eine schnellere Variante der WAG-9 für den Reisezugverkehr.

## Technik
Die Lokomotive hat eine Leistung von 6440 PS und ist für die Beförderung von schweren Schnellzügen mit 24 bis 26 Wagen mit einer Geschwindigkeit von 130 km/h ausgelegt. Die Achsfahrmasse beträgt 20,5 t. Der Antriebsstrang besteht aus einem unterflur angebauten Traktionstransformator mit zwei darüber angeordneten ölgekühlten Stromrichtern in GTO-Technik in Zweipunktschaltung. Ähnlich der SBB Re 460 vor der Modernisierung auf IGBT Stromrichter.
Die Drehgestelle mit Schraubenfedern in der Primärstufe und Flexicoil-Schraubenfedern in der Sekundärstufe sind ähnlich denjenigen vom Blue Tiger. Die Zugkräfte werden vom Drehgestellrahmen auf den Lokkasten mit Zugstangen übertragen, wie bei den Bombardier-Traxx-Lokomotiven. Der Antrieb erfolgt mit Tatzlager-Motoren, welche baugleich mit denjenigen der WAG-9 sind. Das Übersetzungsverhältnis beträgt 72:20. Die Lüfter werden von einem dreikanaligen statischen Hilfsbetriebeumrichter mit Energie versorgt. Fliehkraftabscheider verhindern, dass Staub in den Maschinenraum eindringt.
Die Steuerung der Lokomotive erfolgt durch 19 Mikroprozessor-Rechner in MICAS-S2 Technik von ABB. Die verwendete Software ist bis auf die Steuerung der Stromrichter identisch mit derjenigen der WAP-5 und WAG-9.

## Einsatz
Die erste Lokomotive wurde im Jahre 2000 fertiggestellt und dem Depot Gomoh im Bundesstaat Jharkhand zugeteilt, das in der Region des Herstellerwerkes liegt. Die ersten Exemplare haben gegenüber der späteren Serienausführung eine etwas geringere Zugkraft von 323 kN und eine geringere Leistung von 6210 PS. Später wurden die Lokomotiven an alle größeren Depots ausgeliefert, welche Reisezugleistungen mit Elektrolokomotiven bespannen. Die Baureihe wird im Jahr 2016 immer noch gebaut.

## Modell
Die beiden indischen Modellbahnhersteller Precision Model Works und The Pink Engine haben Modelle dieser Baureihe für die Nenngröße H0 im Programm. The Pink Engine fertigt im Maßstab 1:100, entsprechend einer im Modell korrekt umgerechneten Breitspur.